# خرمانوو (استان اشوی‌داشکسیه)
خرمانوو (به لهستانی: Hermanów) یک منطقهٔ مسکونی در لهستان است که در گمینا تارووو واقع شده‌است. خرمانوو ۱۰۰ نفر جمعیت دارد.